# Vidmak
Vidmak (ukrainska: Відьмак, Vidmak) inom ukrainsk folktro är en manlig häxa, motsvarigheten till den kvinnliga häxan Vidma, men till skillnad från den senare, får vidmak också ha positiva egenskaper.

## Ursprung
Vidmak kommer ursprungligen från slaviskan vědě (svenska: jag vet) och östkyrkoslaviskan вѣдь (svenska: trolldom, häxeri).

## Egenskaper
Vidmak har två själar: mänsklig och demonisk. Inom ukrainska mytologin räknas Vidmak som klanledaren som har magiska förmågor och går bortom horisonten längs Navys vägar. Ukrainska Vidmaker besatte hemligheten med lycka och öde som de erhöll från Moroka som en belöning för att de inte fallit för hans frestelser.

## Förmågor
Vidmak ser alla häxor i grannskapet, han styr häxorna, som hoppas att han ska godkänna den skada de har planerat för människor.